# Anna Krztoń
Anna Krztoń (ur. 1988 w Tarnowskich Górach) – polska autorka komiksów i ilustratorka.

## Życiorys
Jest absolwentką ASP w Katowicach. Od 2012 roku zajmuje się tworzeniem autobiograficznych komiksów i zinów przy współpracy z różnymi magazynami i wydawnictwami, a same prace doczekały się swojej publikacji również w innych państwach (np. USA, Belgia, Słowenia, Estonia, Litwa, Finlandia i Szwecja).
Największym dziełem autorki był ukazany w 2018 roku autobiograficzny komiks „Weź się w garść”, za który dostała nagrodę Polskiego Stowarzyszenia Komiksowego w kategorii „Najlepszy scenarzysta”.